# María Calvo Charro
María Calvo Charro (Madrid, 1967)es una jurista, escritora, conferenciante y docente universitaria española. Profesora titular de Derecho Administrativo en la Universidad Carlos III de Madrid; y presidenta en España de EASSE, European Association Single Sex Education.Experta en temas relacionados con familia, sexualidad y educación.

## Biografía
María nació en Madrid (1967). Tras licenciarse en Derecho en la Universidad Complutense de Madrid, obtuvo el doctorado en la Universidad Carlos III de Madrid. Realizó estancias como profesora visitante en la Universidad de Harvard (Massachusets); y en la Universidad William and Mary (Virginia, Estados Unidos), donde ha investigado sobre temas como la igualdad, la libertad de enseñanza y la educación.
Ha colaborado en diversos medios de comunicación, en los diarios: ABC, El Mundo, El País, El Confidencial o La Gaceta de los Negocios,o en Nueva Revista.

## Educación diferenciada
María Calvo defiende  las  ventajas de la educación diferenciada, no mixta, amparándose en estudios científicos, psicológicos y jurídicos. La educación diferenciada en España está en  crisis por dos motivos: ignorancia y miedo. La ignorancia de quienes piensan que la educación diferenciada convierte a nuestras hijas en seres débiles y dependientes, para dedicarse a las tareas domésticas, dejando únicamente a los varones la actividad profesional. La educación diferenciada es una de las herramientas más importantes para la emancipación de la mujer. El miedo a ser políticamente incorrecto, a cuestionarse el dogma de la coeducación como si fuera un sistema infalible y el único que pudiera garantizar la igualdad de oportunidades.
La educación diferenciada, según la profesora Calvo, garantiza en mayor medida la igualdad de oportunidades, al atender a las problemáticas propias y específicas de cada sexo. El objetivo es idéntico para ambos sexos: alcanzar el mayor desarrollo personal y el mejor rendimiento académico posible. Pero el camino para llegar a ella es diferente, ya que niños y niñas son diferentes.  España camina en dirección diametralmente opuesta a la de países como  Alemania, Australia y Canadá, Estados Unidos, Francia, Islandia, Nueva Zelanda o Reino Unido.Tras casi treinta años de educación mixta, se han dado cuenta de que las cifras de fracaso escolar (sobre todo masculino), absentismo y violencia (incluyendo el acoso sexual) han crecido mucho. En Islandia, se concedió un premio de innovación educativa (2019) a colegios que han implementado el sistema Hjalli, que separan a niños y niñas para trabajar en enfrentar las debilidades de cada sexo, compensándolas.

## Publicaciones
María Calvo publicó diversas obras de carácter jurídico. Desde el siglo XXI inició un amplio estudio acerca de la libertad de enseñanza en España, tema sobre el que ha escrito numerosos artículos e impartido diversas conferencias. Entre sus libros se encuentran:
- Padre y madre en la sociedad woke, Madrid, Rialp, 2025, 149 pp., ISBN: 9788432170232.[21]
- La mujer femenina, Madrid, Ediciones Rialp, 2024, 224 pp., ISBN: 9788432166457.[22]
- Orgullo de Madre, Madrid, Rialp, 2022, 250 pp., ISBN: 9788432161391.[23]
- Paternidad robada, Madrid, Almuzara, 2021, 272 pp., ISBN: 9788418578236.
- La educación diferenciada en el siglo XXI: Regreso al futuro, Madrid, Iustel, 2016, 268 pp., ISBN: 9788498903065.
- Padres destronados. La importancia de la paternidad, Córdoba, Toromítico, 2014, 160 pp., ISBN: 9788415943167.
- Educando para la igualdad, Pamplona, Eunsa, 2011, 152 pp., ISBN: 9788431328047.
- Guía para una educación diferenciada: Una guía para la mejor educación de los hijos y alumnos, a partir de las diferencias existentes entre los sexos (Educativa. Manuales de profesorado), Córdoba, Toromítico, 2009, 176 pp., ISBN: 9788496947696.
- Hombres y mujeres. Cerebro y educación: Las diferencias cerebrales entre los sexos y su importancia en el aprendizaje, Madrid, Almuzara, 2008, 176 pp., ISBN: 9788496968899.
- Iguales pero diferentes: Cerebro, hormonas y aprendizaje, Madrid, Almuzara, 2007, 208 pp., ISBN: 9788496710917.
- Los niños con los niños, las niñas con las niñas, Madrid, Almuzara, 2005, 160 pp., ISBN: 9788496416611.